# Deutsche Leichtathletik-Meisterschaften 1985/Resultate
Der Hauptteil der Wettbewerbe bei den 85. Deutschen Leichtathletik-Meisterschaften wurde vom 2. bis 4. August 1985 im Stuttgarter Neckarstadion ausgetragen.
In der hier vorliegenden Auflistung werden die in den verschiedenen Wettbewerben jeweils ersten acht platzierten Leichtathletinnen und Leichtathleten aufgeführt. Eine Übersicht mit den Medaillengewinnerinnen und -gewinnern sowie einigen Anmerkungen zu den Meisterschaften findet sich unter dem Link Deutsche Leichtathletik-Meisterschaften 1985.
Wie immer gab es zahlreiche Disziplinen, die zu anderen Terminen an anderen Orten stattfanden – in den folgenden Übersichten jeweils konkret benannt.

## Meisterschaftsresultate Männer

### 100 m
| Platz | Athlet, Verein                              | Zeit (s) |
| ----- | ------------------------------------------- | -------- |
| 1     | Christian Haas (LAC Quelle Fürth)           | 10,20    |
| 2     | Fritz Heer (TV Wattenscheid 01)             | 10,29    |
| 3     | Gerhard Sewald (LAC Quelle Fürth)           | 10,34    |
| 4     | Werner Zaske (TV Wattenscheid 01)           | 10,35    |
| 5     | Volker Westhagemann (TV Wattenscheid 01)    | 10,38    |
| 6     | Werner Bastians (TV Wattenscheid 01)        | 10,43    |
| 7     | Norbert Dobeleit (LG Bayer Leverkusen)      | 10,54    |
| 8     | Dirk Schweisfurth (LG Kindelsberg Kreuztal) | 10,56    |

Datum: 2. August
Wind: +0,4 m/s

### 200 m
| Platz | Athlet, Verein                               | Zeit (s) |
| ----- | -------------------------------------------- | -------- |
| 1     | Ralf Lübke (LG Bayer Leverkusen)             | 20,38    |
| 2     | Christian Haas (LAC Quelle Fürth)            | 20,64    |
| 3     | Gerhard Sewald (LAC Quelle Fürth)            | 20,78    |
| 4     | Norbert Dobeleit (LG Bayer Leverkusen)       | 20,84    |
| 5     | Peter Schwelm (LAV Bayer Uerdingen/Dormagen) | 21,15    |
| 6     | Rolf Kistner (TV Wattenscheid 01)            | 21,17    |
| DSQ   | Werner Zaske (TV Wattenscheid 01)            |          |
| DNS   | Fritz Heer (TV Wattenscheid 01)              |          |

Datum: 4. August
Wind: +0,5 m/s

### 400 m
| Platz | Athlet, Verein                               | Zeit (s) |
| ----- | -------------------------------------------- | -------- |
| 1     | Erwin Skamrahl (SV Union Groß Ilsede)        | 44,92    |
| 2     | Ralf Lübke (LG Bayer Leverkusen)             | 45,06    |
| 3     | Harald Schmid (TV Gelnhausen)                | 45,44    |
| 4     | Klaus Just (SV Salamander Kornwestheim)      | 45,52    |
| 5     | Jörg Vaihinger (OSC Thier Dortmund)          | 45,52    |
| 6     | Hartmut Weber (VfL Kamen)                    | 46,04    |
| 7     | Uwe Schmitt (Eintracht Frankfurt)            | 46,24    |
| 8     | Peter Schwelm (LAV Bayer Uerdingen/Dormagen) | 46,84    |

Datum: 3. August

### 800 m
| Platz | Athlet, Verein                        | Zeit (min) |
| ----- | ------------------------------------- | ---------- |
| 1     | Matthias Assmann (VfB Stuttgart)      | 1:46,9     |
| 2     | Herbert Wursthorn (VfB Stuttgart)     | 1:47,42    |
| 3     | Peter Braun (LG Tuttlingen-Fridingen) | 1:47,76    |
| 4     | Hans-Peter Ferner (MTV Ingolstadt)    | 1:48,40    |
| 5     | Axel Harries (TV Furtwangen)          | 1:48,41    |
| 6     | Holger Böttcher (LG Nord Berlin)      | 1:49,12    |
| 7     | Joachim Heydgen (TB Emmendingen)      | 1:49,29    |
| DSQ   | Hans Lang (MTV Ingolstadt)            |            |

Datum: 4. August

### 1500 m
| Platz | Athlet, Verein                                 | Zeit (min) |
| ----- | ---------------------------------------------- | ---------- |
| 1     | Uwe Becker (VfL Wolfsburg)                     | 3:39,65    |
| 2     | Jürgen Grothe (VfL Waiblingen)                 | 3:40,42    |
| 3     | Harald Olbrich (VfL Sindelfingen)              | 3:40,72    |
| 4     | Dr. Thomas Wessinghage (ASV Köln)              | 3:40,75    |
| 5     | Lars Brechtel (Hamburger SV)                   | 3:42,30    |
| 6     | Ralf Stewing (LG Jägermeister Bonn-Meckenheim) | 3:43,27    |
| 7     | Markus Trines (DJK VfR Mülheim-Saarn)          | 3:45,51    |
| 8     | Dieter Riebe (LG Bayer Leverkusen)             | 3:46,55    |

Datum: 3. August

### 5000 m
| Platz | Athlet, Verein                      | Zeit (min) |
| ----- | ----------------------------------- | ---------- |
| 1     | Dr. Thomas Wessinghage (ASV Köln)   | 13:43,92   |
| 2     | Dieter Baumann (LG Alb-Donau)       | 13:49,50   |
| 3     | Peter Horak (LC Paderborn)          | 13:55,60   |
| 4     | Herbert Stephan (Rot-Weiß Koblenz)  | 13:55,94   |
| 5     | Karl Fleschen (LG Bayer Leverkusen) | 13:57,34   |
| 6     | Kurt Stenzel (OSC Höchst)           | 13:57,82   |
| 7     | Wolf-Dieter Poschmann (ASV Köln)    | 14:00,87   |
| 8     | Klaus Heiserer (TG Biberach)        | 14:02,61   |

Datum: 4. August

### 10.000 m
| Platz | Athlet, Verein                          | Zeit (min) |
| ----- | --------------------------------------- | ---------- |
| 1     | Christoph Herle (VfL Waldkraiburg)      | 28:17,88   |
| 2     | Hans-Jürgen Orthmann (VfL Wehbach)      | 28:52,34   |
| 3     | Michael Scheytt (VfL Sindelfingen)      | 28:53,08   |
| 4     | Ingo Sensburg (LG Süd Berlin)           | 28:58,40   |
| 5     | Herbert Steffny (Post-SV Jahn Freiburg) | 28:59,71   |
| 6     | Georg Kowohl (LAC Quelle Fürth)         | 29:01,53   |
| 7     | Dirk Sander (LG Lage-Detmold)           | 29:06,82   |
| 8     | Jürgen Dächert (LG Frankfurt)           | 29:08,82   |

Datum: 2. August

### 25-km-Straßenlauf
| Platz | Athlet, Verein                                | Zeit (h) |
| ----- | --------------------------------------------- | -------- |
| 1     | Herbert Steffny (Post-SV Jahn Freiburg)       | 1:17:33  |
| 2     | Hans-Jürgen Orthmann (VfL Wehbach)            | 1:17:50  |
| 3     | Gerhard Krippner (VfL Waldkraiburg)           | 1:17:59  |
| 4     | Georg Kowol (LAC Quelle Fürth)                | 1:18:28  |
| 5     | Ralf Salzmann (LG Frankfurt)                  | 1:19:00  |
| 6     | Martin Grüning (LAV Bayer Uerdingen/Dormagen) | 1:20:00  |
| 7     | Kurt Oestreich (ASC Darmstadt)                | 1:20:07  |
| 8     | Franz Hornberger (LAC Quelle Fürth)           | 1:20:12  |

Datum: 21. September
fand in Rodenbach bei Hanau statt

### 25-km-Straßenlauf, Mannschaftswertung
| Platz | Verein, Besetzung                                                            | Zeit (h) |
| ----- | ---------------------------------------------------------------------------- | -------- |
| 1     | LAC Quelle Fürth I (Kurt Stenzel, Klaus-Peter Nabein, Eike Loch)             | 4:01:20  |
| 2     | LG Frankfurt (Ralf Salzmann, Hans Pfisterer, Dirk Bischoff)                  | 4:03:28  |
| 3     | LAV Bayer Uerdingen/Dormagen (Martin Grüning, Manfred Brucks, Clemens Hoube) | 4:06:11  |
| 4     | VfL Waldkraiburg (Gerhard Krippner, Peter Spahn, Robert Straßer)             | 4:06:49  |
| 5     | OSC Hoechst (Rainer Graf, Kurt Stenzel, Helmut Stenzel)                      | 4:07:24  |
| 6     | Post-SV Jahn Freiburg (Herbert Steffny, Ott, Karl Proba)                     | 4:10:44  |
| 7     | VfL Sindelfingen (Stefan Paul, Martin Stähle, Karl Heinz Scheder)            | 4:15:30  |
| 8     | LAC Quelle Fürth II (Alfredo Blasel, Hermann Müller, Edmundo Warnke)         | 4:19:22  |

Datum: 21. September
fand in Rodenbach bei Hanau statt

### Marathon
| Platz | Athlet, Verein                                  | Zeit (h) |
| ----- | ----------------------------------------------- | -------- |
| 1     | Herbert Steffny (Post-SV Jahn Freiburg)         | 2:12:12  |
| 2     | Franz Hornberger (LAC Quelle Fürth)             | 2:16:19  |
| 3     | Hans Pfisterer (LG Frankfurt)                   | 2:17:37  |
| 4     | Georg Kowol (LAC Quelle Fürth)                  | 2:17:53  |
| 5     | Günter Zahn (VfL Waldkraiburg)                  | 2:18:04  |
| 6     | Günter Mielke (OSC Hoechst)                     | 2:18:52  |
| 7     | Roland Szymaniak (Gut-Heil Neumünster)          | 2:18:56  |
| 8     | Felix Blönningen (LAV Bayer Uerdingen/Dormagen) | 2:19:05  |

Datum: 19. Mai
fand im Rahmen des Frankfurt-Marathons statt

### Marathon, Mannschaftswertung
| Platz | Verein, Besetzung                                                            | Zeit (h) |
| ----- | ---------------------------------------------------------------------------- | -------- |
| 1     | VfL Waldkraiburg (Günter Zahn, Emmerich Huber, Peter Spahn)                  | 6:57:38  |
| 2     | LAC Quelle Fürth (Franz Hornberger, Georg Kowol, Anton Gorbunow)             | 6:58:29  |
| 3     | OSC Hoechst (Günter Mielke, Helmut Stenzel, Jürgen Raabe)                    | 7:04:29  |
| 4     | Post SV Jahn Freiburg (Herbert Steffny, Christoph Hühnerbein, Michael Vogel) | 7:06:42  |
| 5     | LAZ bellanett Rhede (Jürgen Hüsemann, Eckhart Spieker, Udo Krumm)            | 7:15:16  |
| 6     | LG Frankfurt (Hans Pfisterer, Jan-Henning Schoch, Andreas Jost)              | 7:15:16  |
| 7     | LG Andernach/Neuwied (Edmund Kaul, Peter Alt, Josef Hoss)                    | 7:15:36  |
| 8     | SKV Eglosheim (Reiner Müller, Rainer Mühlberg, Michael Schweikle)            | 7:15:46  |

Datum: 19. Mai
fand im Rahmen des Frankfurt-Marathons statt

### 110 m Hürden
| Platz | Athlet, Verein                             | Zeit (s) |
| ----- | ------------------------------------------ | -------- |
| 1     | Michael Radzey (MTG Mannheim)              | 13,78    |
| 2     | Jürgen Schoch (SV Salamander Kornwestheim) | 13,89    |
| 3     | Siegfried Wentz (USC Mainz)                | 13,90    |
| 4     | Markus Steinmayr (ASV Köln)                | 14,15    |
| 5     | Stefan Mattern (LG Kreis Verden)           | 14,18    |
| 6     | Guido Kratschmer (USC Mainz)               | 14,32    |
| 7     | Heiko Buss (Eintracht Frankfurt)           | 14,32    |
| 8     | Ingo Baumgärtner (LG Bayer Leverkusen)     | 14,66    |

Datum: 3. August
Wind: −0,5 m/s

### 400 m Hürden
| Platz | Athlet, Verein                         | Zeit (s) |
| ----- | -------------------------------------- | -------- |
| 1     | Harald Schmid (TV Gelnhausen)          | 48,02    |
| 2     | Uwe Schmitt (Eintracht Frankfurt)      | 49,39    |
| 3     | Matthias Kaulin (VfB Stuttgart)        | 49,87    |
| 4     | Markus König (TSG Akus Weinheim)       | 50,35    |
| 5     | Stefan Schnabel (VfL Sindelfingen)     | 50,47    |
| 6     | Rolf Dresen (LG Bayer Leverkusen)      | 50,53    |
| 7     | Sven Mikisch (Berliner SC)             | 50,92    |
| 8     | Wolfgang Richter (LG Bayer Leverkusen) | 51,33    |

Datum: 4. August

### 3000 m Hindernis
| Platz | Athlet, Verein                        | Zeit (min) |
| ----- | ------------------------------------- | ---------- |
| 1     | Patriz Ilg (LAC Quelle Fürth)         | 8:20,47    |
| 2     | Rainer Schwarz (LG Gauting-Stockdorf) | 8:37,47    |
| 3     | Burkhard Dahm (LG Bayer Leverkusen)   | 8:43,43    |
| 4     | Engelbert Franz (TG Rimbach)          | 8:44,61    |
| 5     | Thomas Spiegelsberger (DJK Weiden)    | 8:48,33    |
| 6     | Peter Wagner (ESV Münster)            | 8:49,96    |
| 7     | Christian Schieber (OSC Berlin)       | 8:50,89    |
| 8     | Karlo Seck (TV Gelnhausen)            | 8:55,83    |

Datum: 3. August

### 4 × 100 m Staffel
| Platz | Verein, Besetzung                                                                             | Zeit (s) |
| ----- | --------------------------------------------------------------------------------------------- | -------- |
| 1     | TV Wattenscheid 01 (Werner Bastians, Werner Zaske, Fritz Heer, Volker Westhagemann)           | 39,74    |
| 2     | SV Salamander Kornwestheim I (Herbert Mutschler, Peter Klein, Bernd Sattler, Andreas Zügel)   | 40,18    |
| 3     | Post-SV Hannover (Jürgen Neigenfind, Martin Gloger, Ulrich Dittmar, Dietmar Schulte)          | 40,54    |
| 4     | LAC Quelle Fürth (Rainer Heckmann, Christian Haas, Rüdiger Graf, Gerhard Sewald)              | 41,00    |
| 5     | Stuttgarter Kickers (Bernd Schnurr, Thomas Merz, Stefan Speck, Wolfgang Müller)               | 41,12    |
| DNF   | SCC Berlin (Balkora, Ralf Höhle, Matthias Conrad, Jörg Scharrelmann)                          |          |
| DNF   | SV Salamander Kornwestheim II (Wolfgang Zinser, Wolfgang Seeger, Günter Fading, Frank Rzepka) |          |
| DSQ   | LG Bayer Leverkusen (Thomas Geuyen, Frank Pilgram, Norbert Dobeleit, Achim Piasetzki)         |          |

Datum: 3. August

### 4 × 400 m Staffel
| Platz | Verein, Besetzung                                                                        | Zeit (min) |
| ----- | ---------------------------------------------------------------------------------------- | ---------- |
| 1     | LG Bayer Leverkusen (Thomas Geuyen, Christoph Trappe, Rolf Dresen, Ralf Lübke)           | 3:05,47    |
| 2     | SV Union Groß-Ilsede (Reinald Kohne, Carsten Fischer, Uwe Wegner, Erwin Skamrahl)        | 3:05,86    |
| 3     | LAZ bellanett Rhede (Hilmar Lange, Michael Busshoff, Wolfgang Busshoff, Thomas Giessing) | 3:06,45    |
| 4     | VfL Sindelfingen (Gert Benz, Uwe Keim, Stefan Schnabel, Martin Weppler)                  | 3:07,17    |
| 5     | VfL Waldkraiburg (Ulrich Kniehase, Robert Füger, Ulrich Kuhn, Christian Walter)          | 3:08,48    |
| 6     | ASV Köln (Anselm Schuster, Schiller, Schneider, Marc Brücher)                            | 3:08,55    |
| 7     | VfL Kamen (Mark Henrich, Beisemann, Thomas Wilking, Hartmut Weber)                       | 3:09,65    |
| 8     | Post-SV Hannover (Christoph Bisewski, Günther Hinrichs, Sievert, Müller)                 | 3:11,19    |

Datum: 4. August

### 4 × 800 m Staffel
| Platz | Verein, Besetzung                                                                        | Zeit (min) |
| ----- | ---------------------------------------------------------------------------------------- | ---------- |
| 1     | VfB Stuttgart (Andreas Baranski, Herbert Wursthorn, Hans Allmandinger, Matthias Assmann) | 7:17,86    |
| 2     | MTV Ingolstadt (Gerhard Köbe, Thomas von Grossmann, Hans Lang, Hans-Peter Ferner)        | 7:18,65    |
| 3     | LG Nord Berlin (Ingo Plucinski, Daniel Johnsen, Helge Loska, Holger Böttcher)            | 7:22,89    |
| 4     | LAZ bellanett Rhede (Michael Bußhoff, Konrad Brehm, Mälzig, Wolfgang Bußhoff)            | 7:24,15    |
| 5     | VfL Waldkraiburg (Christian Walter, Thomas Moser, Ulrich Kuhn, Ulrich Kniehase)          | 7:24,38    |
| 6     | VfL Kamen (Frank Seelhoff, Mark Henrich, Christoph Gosselke, Thomas Wilking)             | 7:28,81    |
| 7     | LG Kiel (Mathias, Nölle, Hauschild, Knäsche)                                             | 7:31,37    |
| 8     | VfL Sindelfingen (Martin Bürkle, Axel Bader, Jörg Müller, Thomas Bürkle)                 | 7:37,87    |

Datum: 21. Juli
fand in Berlin im Rahmen der Deutschen Jugendmeisterschaften statt

### 4 × 1500 m Staffel
| Platz | Verein, Besetzung                                                                   | Zeit (min) |
| ----- | ----------------------------------------------------------------------------------- | ---------- |
| 1     | VfL Wolfsburg (Jens Becker, Wolfgang Schreiber, Eckhardt Rüter, Uwe Becker)         | 15:01,12   |
| 2     | TV Wattenscheid 01 (Martin Hedtkamp, Steffen Brand, Michael Damberg, Willi Wülbeck) | 15:09,03   |
| 3     | LG Bayer Leverkusen (Ernst Ludwig, Peter Belger, Burkhard Dahm, Dieter Riebe)       | 15:13,12   |
| 4     | LG Göttingen (Woytyna, Ulrich Parthier, Scheele, Thorsten Tiller)                   | 15:17,52   |
| 5     | ASC Darmstadt (Michael Heist, Robert Freimark, Daniel Gottschall, Ralf Eckert)      | 15:17,55   |
| 6     | ESV Münster / Dieburg (Martin Großkopf, Miroslaw Kuziola, Werner Römer, Wagner)     | 15:23,16   |
| 7     | Stuttgarter Kickers (Kai Röcker, Jürgen Herzog, Stéphane Franke, Dirk Jaschinski)   | 15:23,69   |
| 8     | LC Paderborn (Toni Mindnich, Wolfgang Otto, Detlef Wallow, Peter Horak)             | 15:24,08   |

Datum: 21. Juli
fand in Berlin im Rahmen der Deutschen Jugendmeisterschaften statt

### 20-km-Gehen
| Platz | Athlet, Verein                          | Zeit (h)   |
| ----- | --------------------------------------- | ---------- |
| 1     | Alfons Schwarz (LAC Quelle Fürth)       | 1:28:37,48 |
| 2     | Wolfgang Wiedemann (LAC Quelle Fürth)   | 1:29;59,74 |
| 3     | Karl Degener (VfL Wolfsburg)            | 1:30:08,51 |
| 4     | Torsten Zervas (Eintracht Frankfurt)    | 1:30:34,64 |
| 5     | Robert Mildenberger (LAC Quelle Fürth)  | 1:30:46,85 |
| 6     | Jürgen Meyer (VfL Wolfsburg)            | 1:32:38,67 |
| 7     | Franz-Josef Weber (Rot-Weiß Koblenz)    | 1:33:16,70 |
| 8     | Horst-Joachim Matern (LAC Quelle Fürth) | 1:33:20,37 |

Datum: 3. August

### 20-km-Gehen, Mannschaftswertung
| Platz | Verein, Besetzung                                                          | Zeit (h) |
| ----- | -------------------------------------------------------------------------- | -------- |
| 1     | LAC Quelle Fürth (Alfons Schwarz, Wolfgang Wiedemann, Robert Mildenberger) | 4:29:25  |
| 2     | VfL Wolfsburg (Karl Degener, Jürgen Meyer, Dahl)                           | 4:46:13  |
| 3     | Eintracht Frankfurt (Torsten Zervas, Hans Michalski, Ralf Engel)           | 4:48:33  |
| 4     | Meiendorfer SV (Fritz Helms, Braun, Thomas Hansen)                         | 4:57:18  |
| 5     | SV Breitenbrunn (Max Müller, Günter Thomas, Herbert Klaus)                 | 5:10:53  |
| 6     | Berliner SV 1892 (Volkmar Scholz, Reiner Offel, Michael Jerusel)           | 5:11:17  |
| 7     | ATSV Saarbrücken (Frank Pfister, Boris Grübner, Markus Pfister)            | 5:14:24  |
| 8     | SCC Berlin (Andreas Klose, H. Lewandowski, Oliver Oefelein)                | 5:16:55  |

Datum: . August

### 50-km-Gehen
| Platz | Athlet, Verein                          | Zeit (h) |
| ----- | --------------------------------------- | -------- |
| 1     | Horst-Joachim Matern (LAC Quelle Fürth) | 4:02:39  |
| 2     | Karl Degener (VfL Wolfsburg)            | 4:03:07  |
| 3     | Robert Mildenberger (LAC Quelle Fürth)  | 4:03:31  |
| 4     | Detlef Heimann (LGU Brake)              | 4:03:55  |
| 5     | Jürgen Meyer (VfL Wolfsburg)            | 4:05:59  |
| 6     | Alfons Schwarz (LAC Quelle Fürth)       | 4:08:13  |
| 7     | Thomas Hansen (Meiendorfer SV)          | 4:28:51  |
| 8     | Reiner Driesen (SF Düsseldorf-Süd)      | 4:24:04  |

Datum: 19. Mai
fand in Lippstadt statt

### 50-km-Gehen, Mannschaftswertung
| Platz | Verein, Besetzung                                                            | Zeit (h) |
| ----- | ---------------------------------------------------------------------------- | -------- |
| 1     | LAC Quelle Fürth (Horst-Joachim Matern, Robert Mildenberger, Alfons Schwarz) | 12:14:23 |
| 2     | VfL Wolfsburg (Karl Degener, Jürgen Meyer, G. Götz)                          | 13:17:39 |
| 3     | SCC Berlin (Andreas Klose, H. Lewandowski, Oliver Oefelein)                  | 14:11:02 |
| 4     | SV Breitenbrunn (Herbert Klaus, Günter Thomas, Gerhard Dörner)               | 14:23:03 |
| 5     | SV 09 Otterberg (Wolfgang Neumüller, Fass, Roland Schröder)                  | 14:45:38 |
| 6     | TB Bad Krozingen (Ernst Schlegel, Josef Jakob, Hanno Haag)                   | 15:16:34 |
| 7     | Lippstädter TV 1848 (Berens, Bauch, Schröder)                                | 15:19:57 |
| 8     | Post SV Bremen (Klapper, Lüdtke, Zimmer)                                     | 15:32:37 |

Datum: 19. Mai
fand in Lippstadt statt

### Hochsprung
| Platz | Athlet, Verein                             | Höhe (m) |
| ----- | ------------------------------------------ | -------- |
| 1     | Dietmar Mögenburg (ASV Köln)               | 2,28     |
| 2     | Carlo Thränhardt (ASV Köln)                | 2,28     |
| 3     | Andre Schneider-Laub (TV Wattenscheid 01)  | 2,23     |
| 4     | Paul Frommeyer (TV Wattenscheid 01)        | 2,23     |
| 5     | Gerd Nagel (TSG Oberursel)                 | 2,20     |
| 6     | Hans Burchard (LG Wedel-Pinneberg)         | 2,15     |
| 7     | Uwe Martin (USC Mainz)                     | 2,15     |
| 8     | Wolfgang Neuhoff (SG Osterfeld Oberhausen) | 2,15     |

Datum: 3. August

### Stabhochsprung
| Platz | Athlet, Verein                                   | Höhe (m) |
| ----- | ------------------------------------------------ | -------- |
| 1     | Jürgen Winkler (LG Jägermeister Bonn-Meckenheim) | 5,55     |
| 2     | Peter Volmer (TV Wattenscheid 01)                | 5,50     |
| 3     | Helmar Schmidt (USC München)                     | 5,30     |
| 4     | Günther Lohre (SV Salamander Kornwestheim)       | 5,20     |
| 5     | Detlef de Raad (TV Wattenscheid 01)              | 5,20     |
| 6     | Ulf Dressler (TV Heppenheim)                     | 5,00     |
| 6     | Leszek Holownia (LG Bayer Leverkusen)            | 5,00     |
| 6     | Gerhard Schmidt (VT Zweibrücken)                 | 5,00     |

Datum: 3. August

### Weitsprung
| Platz | Athlet, Verein                           | Weite (m) |
| ----- | ---------------------------------------- | --------- |
| 1     | Jürgen Wörner (TB Bad Cannstatt)         | 7,81      |
| 2     | Andreas Schlindwein (TS Germersheim)     | 7,80      |
| 3     | Joakim Assenmacher (USC Mainz)           | 7,66      |
| 4     | Christian Thomas (LG Ahlen)              | 7,61      |
| 5     | Dietmar Haaf (LG Glems)                  | 7,58      |
| 6     | Markus Kessler (VfL Wolfsburg)           | 7,58      |
| 7     | Michael Becker (LG Kindelsberg Kreuztal) | 7,52      |
| 8     | Uwe Palm (SG Gymnasium Bad Kreuznach)    | 7,48      |

Datum: 4. August

### Dreisprung
| Platz | Athlet, Verein                               | Weite (m) |
| ----- | -------------------------------------------- | --------- |
| 1     | Ralf Jaros (DJK Agon 08 Düsseldorf)          | 16,98     |
| 2     | Wolfgang Zinser (SV Salamander Kornwestheim) | 16,50     |
| 3     | Wolfgang Knabe (TV Wattenscheid 01)          | 16,37     |
| 4     | Klaus Kübler (SV Salamander Kornwestheim)    | 16,34     |
| 5     | Markus Häcker (TSG Akus Weinheim)            | 16,05     |
| 6     | Michael Fitkas (OSC Berlin)                  | 15,72     |
| 7     | Wolfram Walter (LG Frankfurt)                | 15,44     |
| 8     | Falk Howe (TuS Zettel)                       | 15,38     |

Datum: 3. August

### Kugelstoßen
| Platz | Athlet, Verein                                  | Weite (m) |
| ----- | ----------------------------------------------- | --------- |
| 1     | Bernd Kneißler (SV Salamander Kornwestheim)     | 19,64     |
| 2     | Karsten Stolz (TV Wattenscheid 01)              | 18,98     |
| 3     | Udo Gelhausen (LG Bayer Leverkusen)             | 18,90     |
| 4     | Claus-Dieter Föhrenbach (USC Heidelberg)        | 18,55     |
| 5     | Peter Kassubek (LAV Bayer Uerdingen/Dormagen)   | 18,40     |
| 6     | Werner Hartmann (TV Wattenscheid 01)            | 18,04     |
| 7     | Peter Hoffmann (OSC Thier Dortmund)             | 17,88     |
| 8     | Michael Hübscher (LAV Bayer Uerdingen/Dormagen) | 18,58     |

Datum: 4. August

### Diskuswurf
| Platz | Athlet, Verein                                | Weite (m) |
| ----- | --------------------------------------------- | --------- |
| 1     | Alwin Wagner (USC Mainz)                      | 64,08     |
| 2     | Rolf Danneberg (LG Wedel-Pinneberg)           | 63,02     |
| 3     | Alois Hannecker (MTV Ingolstadt)              | 61,18     |
| 4     | Werner Hartmann (TV Wattenscheid 01)          | 59,44     |
| 5     | Manfred Schmitz (LG Bayer Leverkusen)         | 57,57     |
| 6     | Jürgen Riese (LG Frankfurt)                   | 56,54     |
| 7     | Olaf Többen (LG Bayer Leverkusen)             | 56,54     |
| 8     | Peter Kassubek (LAV Bayer Uerdingen/Dormagen) | 56,34     |

Datum: 3. August

### Hammerwurf
| Platz | Athlet, Verein                            | Weite (m) |
| ----- | ----------------------------------------- | --------- |
| 1     | Christoph Sahner (TV Wattenscheid 01)     | 79,90     |
| 2     | Jörg Schaefer (TV Wattenscheid 01)        | 75,36     |
| 3     | Klaus Ploghaus (LG Bayer Leverkusen)      | 75,14     |
| 4     | Heinz Weis (LG Bayer Leverkusen)          | 73,92     |
| 5     | Norbert Radefeld (LAZ bellanett Rhede)    | 62,10     |
| 6     | Marc Odenthal (LG Bayer Leverkusen)       | 70,66     |
| 7     | Manfred Schubert (LG Bayer Leverkusen)    | 70,20     |
| 8     | Andreas Eder (SV Salamander Kornwestheim) | 67,80     |

Datum: 4. August

### Speerwurf
| Platz | Athlet, Verein                          | Weite (m) |
| ----- | --------------------------------------- | --------- |
| 1     | Klaus Tafelmeier (LG Bayer Leverkusen)  | 86,66     |
| 2     | Wolfram Gambke (LG Wedel-Pinneberg)     | 79,52     |
| 3     | Peter Schreiber (LG Bayer Leverkusen)   | 75,84     |
| 4     | Roland Schemminger (TSV Lautlingen)     | 73,36     |
| 5     | Josef Schaffarzik (LAC Quelle Fürth)    | 72,84     |
| 6     | Karl-Heinz Janneck (TV Wattenscheid 01) | 72,68     |
| 7     | Helmut John (SV Saar 05 Saarbrücken)    | 72,50     |
| 8     | Udo Mäußnest (LG Staufen)               | 72,32     |

Datum: 4. August

### Zehnkampf
| Platz | Athlet, Verein                             | Leistung (Pkte) |
| ----- | ------------------------------------------ | --------------- |
| 1     | Siegfried Wentz (USC Mainz)                | 8440            |
| 2     | Guido Kratschmer (USC Mainz)               | 8223            |
| 3     | Thomas Rizzi (USC Mainz)                   | 8143            |
| 4     | Michael Neugebauer (MTG Mannheim)          | 8062            |
| 5     | Karl-Heinz Fichtner (TSV 1860 München)     | 8052            |
| 6     | Hans-Joachim Häberle (LG Bayer Leverkusen) | 7895            |
| 7     | Rolf Müller (LC Paderborn)                 | 7689            |
| 8     | Jörg Kölsch (LC Paderborn)                 | 7517            |

Datum: 13./14. Juli
fand in Ulm statt

### Zehnkampf, Mannschaftswertung
| Platz | Verein, Besetzung                                           | Leistung (Pkte) |
| ----- | ----------------------------------------------------------- | --------------- |
| 1     | USC Mainz (Siegfried Wentz, Guido Kratschmer, Thomas Rizzi) | 24.806          |
| 2     | TSV 1860 München (Karl-Heinz Fichtner, Herbert Peter, Mayr) | 22.671          |
| 3     | LC Paderborn (Rolf Müller, Jörg Kölsch, Dirk Kludzeweit)    | 22.134          |

Datum: 13./14. Juli
fand in Ulm statt
nur 3 Mannschaften in der Wertung

### CrosslaufMittelstrecke –2,8 km
| Platz | Athlet, Verein                          | Zeit (min) |
| ----- | --------------------------------------- | ---------- |
| 1     | Uwe Becker (VfL Wolfsburg)              | 7:38,7     |
| 2     | Volker Welzel (VfL Platte Heide Menden) | 7:39,4     |
| 3     | Wolfgang Schreiber (VfL Wolfsburg)      | 7:40,0     |
| 4     | Karlo Seck (TV Gelnhausen)              | 7:43,5     |
| 5     | Paul Nothacker (TSV Calw)               | 7:44,2     |
| 6     | Jens Becker (VfL Wolfsburg)             | 7:44,9     |
| 7     | Uwe Baunack (VfL Wolfsburg)             | 7:45,9     |
| 8     | Werner Römer (ESV Münster / Dieburg)    | 7:46,5     |

Datum: 23. Februar
fand in Rhede statt

### CrosslaufMittelstrecke –2,8 km, Mannschaftswertung
| Platz | Verein, Besetzung                                                         | Platzziffer |
| ----- | ------------------------------------------------------------------------- | ----------- |
| 1     | VfL Wolfsburg (Uwe Becker, Wolfgang Schreiber, Jens Becker)               | 10          |
| 2     | ESV Münster / Dieburg (Werner Römer, Miroslaw Kuziola, Martin Großkopf)   | 61          |
| 3     | VfL Waldkraiburg (Ernst Noack, Paul Deuritz, Peter Spahn)                 | 66          |
| 4     | LSG Saarbrücken Sulzbachtal (Thomas Schmidt, Klaus Barth, Manfred Kölzer) | 66          |
| 5     | Stuttgarter Kickers (Klaus Zorn, Kai Röcker, Jürgen Herzog)               | 69          |
| 6     | LG Bayer Leverkusen (Ernst Ludwig, Peter Belger, Georg Lukas)             | 81          |
| 7     | ASV Köln (Wolf-Dieter Poschmann, Harald Beitat, Günter Ziwey)             | 85          |
| 8     | VfL Platte Heide Menden (Volker Welzel, Thomas Geise, Nückel)             | 97          |

Datum: 23. Februar
fand in Rhede statt

### CrosslaufLangstrecke –10,0 km
| Platz | Athlet, Verein                     | Zeit (min) |
| ----- | ---------------------------------- | ---------- |
| 1     | Christoph Herle (VfL Waldkraiburg) | 29:27,4    |
| 2     | Michael Scheytt (VfL Sindelfingen) | 30:04,2    |
| 3     | Ralf Salzmann (LG Frankfurt)       | 30:07,0    |
| 4     | Herbert Stephan (Rot-Weiß Koblenz) | 30:08,5    |
| 5     | Michael Spöttel (LG Kreis Verden)  | 30:09,4    |
| 6     | Eberhard Weyel (LC Mengerskirchen) | 30:11,7    |
| 7     | Konrad Dobler (VfL Waldkraiburg)   | 30:17,0    |
| 8     | Ingo Sensburg (LG Süd Berlin)      | 30:18,6    |

Datum: 23. Februar
fand in Rhede statt

### CrosslaufLangstrecke –10,0 km, Mannschaftswertung
| Platz | Verein, Besetzung                                                        | Platzziffer |
| ----- | ------------------------------------------------------------------------ | ----------- |
| 1     | VfL Waldkraiburg (Christoph Herle, Konrad Dobler, Günter Zahn)           | 019         |
| 2     | LG Frankfurt (Ralf Salzmann, Jürgen Dächert, Hans Pfisterer)             | 037         |
| 3     | LAV Bayer Uerdingen/Dormagen (Bernd Rangen, Stefan Brux, Martin Grüning) | 041         |
| 4     | ASC Darmstadt (Kurt Oestreich, Robert Freimark, Reinhold Esinger)        | 078         |
| 5     | Rot-Weiß Koblenz (Herbert Stephan, Christian Collisy, Winfried Sattler)  | 080         |
| 6     | VfL Sindelfingen (Michael Scheytt, Martin Stähle, Karlheinz Reichert)    | 084         |
| 7     | LG Essen (Werner Grommisch, Klaus Piepel, Asmuth)                        | 105         |
| 8     | LC Mengerskirchen (Eberhard Weyel, Andreas Heep, Norbert Rautenberg)     | 120         |

Datum: 23. Februar
fand in Rhede statt

### Berglauf
| Platz | Athlet, Verein                        | Zeit (min) |
| ----- | ------------------------------------- | ---------- |
| 1     | Peter Zipfel (SV Kirchzarten)         | 33:18      |
| 2     | Herbert Franke (TSV Missen)           | 33:40      |
| 3     | Gebhard Rädler (TSV Oberstaufen)      | 34:01      |
| 4     | Reinhold Mayer (TG Viktoria Augsburg) | 34:08      |
| 5     | Siegfried Blum (TuS Gutach)           | 34:24      |
| 6     | Dieter Notz (TSV Dettingen)           | 34:34      |
| 7     | Gustav Frischmann (LG Frankfurt)      | 34:40      |
| 8     | Georg Preuss (SC Haag)                | 35:06      |

Datum: 8. September
fand in Oberstaufen im Rahmen des Hochgrat-Berglaufs statt

## Meisterschaftsresultate Frauen

### 100 m
| Platz | Athletin, Verein                            | Zeit (s) |
| ----- | ------------------------------------------- | -------- |
| 1     | Heidi-Elke Gaugel (VfL Sindelfingen)        | 11,15    |
| 2     | Ute Thimm, geb. Finger (TV Wattenscheid 01) | 11,31    |
| 3     | Resi März, geb. Fischer (MTV Ingolstadt)    | 11,48    |
| 4     | Ulrike Sarvari (USC Heidelberg)             | 11,52    |
| 5     | Anke Köninger (VfB Stuttgart)               | 11,56    |
| 6     | Andrea Bersch (SC Eintracht Hamm)           | 11,61    |
| 7     | Monika Hirsch (USC Mainz)                   | 11,67    |
| 8     | Claudia Albinger (TG Oberursel)             | 11,72    |

Datum: 2. August
Wind: +0,7 m/s

### 200 m
| Platz | Athletin, Verein                            | Zeit (s) |
| ----- | ------------------------------------------- | -------- |
| 1     | Heidi-Elke Gaugel (VfL Sindelfingen)        | 22,56    |
| 2     | Ute Thimm, geb. Finger (TV Wattenscheid 01) | 23,13    |
| 3     | Andrea Bersch (SC Eintracht Hamm)           | 23,17    |
| 4     | Ulrike Sarvari (USC Heidelberg)             | 23,48    |
| 5     | Ulrike Sommer (LAC Quelle Fürth)            | 23,68    |
| 6     | Angelika Kuhmann (LAC Quelle Fürth)         | 23,73    |
| 7     | Monika Hirsch (USC Mainz)                   | 23,80    |
| 8     | Heidi Schmidt (TSV Ansbach)                 | 23,85    |

Datum: 4. August
Wind: −0,4 m/s

### 400 m
| Platz | Athletin, Verein                                 | Zeit (s) |
| ----- | ------------------------------------------------ | -------- |
| 1     | Gisela Kinzel, geb. Gottwald (SC Eintracht Hamm) | 51,68    |
| 2     | Heike Schulte-Mattler (TV Voerde)                | 52,53    |
| 3     | Ulrike Sommer (LAC Quelle Fürth)                 | 52,73    |
| 4     | Elke Decker (LG Bayer Leverkusen)                | 53,25    |
| 5     | Petra Kroll (OSC Thier Dortmund)                 | 54,26    |
| 6     | Karin Lix (TV Gelnhausen)                        | 54,27    |
| 7     | Ute Lix (TV Gelnhausen)                          | 54,73    |
| 8     | Ines Conradi (LG Nord Berlin)                    | 55,15    |

Datum: 3. August

### 800 m
| Platz | Athletin, Verein                                 | Zeit (min) |
| ----- | ------------------------------------------------ | ---------- |
| 1     | Margrit Klinger (TV Obersuhl)                    | 2:01,30    |
| 2     | Margit Schultheiß (VT Zweibrücken)               | 2:02,72    |
| 3     | Heike Huneke (VfL Ockenhausen)                   | 2:03,28    |
| 4     | Petra Kleinbrahm (LG Bayer Leverkusen)           | 2:03,55    |
| 5     | Monika Bens (VfL Ockenhausen)                    | 2:04,15    |
| 6     | Gabriela Lesch (TSV Kirchhain)                   | 2:04,94    |
| 7     | Beate Gutwein (TV Staufen)                       | 2:05,44    |
| 8     | Margret Allmandinger, geb. Klier (VfB Stuttgart) | 2:07,55    |

Datum: 4. August

### 1500 m
| Platz | Athletin, Verein                          | Zeit (min) |
| ----- | ----------------------------------------- | ---------- |
| 1     | Brigitte Kraus (ASV Köln)                 | 4:08,72    |
| 2     | Birgit Schmidt (LC Paderborn)             | 4:13,62    |
| 3     | Claudia Borgschulze (SpVgg. Erkenschwick) | 4:14,88    |
| 4     | Bettina Büngener (TV Wattenscheid 01)     | 4:17,47    |
| 5     | Antje Winkelmann (LG Hadeln)              | 4:18,74    |
| 6     | Sabine Weiß (LG Bayer Leverkusen)         | 4:19,21    |
| 7     | Frieda Jahnsen (VfL Ockenhausen)          | 4:20,40    |
| 8     | Susanne Schlichtherle (VfL Waldkraiburg)  | 4:20,44    |

Datum: 3. August

### 3000 m
| Platz | Athletin, Verein                                | Zeit (min) |
| ----- | ----------------------------------------------- | ---------- |
| 1     | Brigitte Kraus (ASV Köln)                       | 8:58,55    |
| 2     | Christina Mai (LAV co op Dortmund)              | 9:05,36    |
| 3     | Sigrid Wulsch (SV Menden 1864)                  | 9:07,76    |
| 4     | Charlotte Teske, geb. Bernhardt (ASC Darmstadt) | 9:08,25    |
| 5     | Sabine Kunkel (MTV Wolfenbüttel)                | 9:10,14    |
| 6     | Monika Schäfer (LAC Quelle Fürth)               | 9:12,28    |
| 7     | Iris Biba (LAZ Hanau-Bruchköbel)                | 9:16,71    |
| 8     | Elisabeth Franzis (SV Sonsbeck)                 | 9:24,35    |

Datum: 4. August

### 10.000 m
| Platz | Athletin, Verein                                  | Zeit (min) |
| ----- | ------------------------------------------------- | ---------- |
| 1     | Charlotte Teske, geb. Bernhardt (ASC Darmstadt)   | 32:53,28   |
| 2     | Ellen Wessinghage, geb. Tittel (Rot-Weiß Koblenz) | 33:08,89   |
| 3     | Ute Jamrozy (Polizei-SV Eutin)                    | 33:35,39   |
| 4     | Kerstin Preßler (LG Süd Berlin)                   | 34:00,92   |
| 5     | Eva-Maria Lehmann (SCC Berlin)                    | 34:33,17   |
| 6     | Birgit Lennartz (ASV Sankt Augustin)              | 34:33,17   |
| 7     | Elke Herrmann (TG Nürtingen)                      | 34:38,85   |
| 8     | Heidi Hutterer (TV Landshut)                      | 34:52,24   |

Datum: 2. August

### 25-km-Straßenlauf
| Platz | Athletin, Verein                                | Zeit (h) |
| ----- | ----------------------------------------------- | -------- |
| 1     | Charlotte Teske, geb. Bernhardt (ASC Darmstadt) | 1:28:40  |
| 2     | Birgit Lennartz (ASV Sankt Augustin)            | 1:31:19  |
| 3     | Monika Schäfer (LAC Quelle Fürth)               | 1:32:46  |
| 4     | Gabriela Wolf (LAV co op Dortmund)              | 1:33:21  |
| 5     | Kerstin Preßler (LG Süd Berlin)                 | 1:33:42  |
| 6     | Ursula Heldt (LG Seesen)                        | 1:33:45  |
| 7     | Sabine Menn (TV Niederschelden)                 | 1:34:42  |
| 8     | Angelika Dunke (DLC Aachen)                     | 1:35:11  |

Datum: 21. September
fand in Rodenbach bei Hanau statt

### 25-km-Straßenlauf, Mannschaftswertung
| Platz | Verein, Besetzung                                                          | Zeit (h) |
| ----- | -------------------------------------------------------------------------- | -------- |
| 1     | LAC Quelle Fürth I (Katrin Dörre-Heinig, Monika Schäfer, Andrea Fleischer) | 4:46:46  |
| 2     | LAC Quelle Fürth II (Monika Schäfer, Christa Dotzler, Gudrun Pomrehn)      | 4:58:15  |
| 3     | LG Süd Berlin (Kerstin Preßler, Susanne Müller, Renate Güttler)            | 5:01:39  |
| 4     | LG Seesen (Ursula Heldt, Brigitte Jordan, Ursula Miehe)                    | 5:03:10  |
| 5     | SCC Berlin (Silvia Wilhelm, Eva-Maria Lehmann, Angelika Brandt)            | 5:10:46  |
| 6     | LG TSG/WMTV Solingen (Elke Kramer, Marion Rütten, Wefers)                  | 5:15:37  |
| 7     | TG Viktoria Augsburg (Barbara Zimmermann, Gisela Landherr, Anni Kraus)     | 5:17:26  |
| 8     | PSV Grün-Weiß Kassel (Angelika Stephan, Mira Sax, Petra Arnold)            | 5:18:05  |

Datum: 21. September
fand in Rodenbach bei Hanau statt

### Marathon
| Platz | Athletin, Verein                                                   | Zeit (h) |
| ----- | ------------------------------------------------------------------ | -------- |
| 1     | Charlotte Teske, geb. Bernhardt (ASC Darmstadt)                    | 2:32:38  |
| 2     | Susanne Riermeier (VfL Waldkraiburg)                               | 2:34:10  |
| 3     | Christa Vahlensieck, geb. Kofferschäger (Barmer TV 1846 Wuppertal) | 2:35:32  |
| 4     | Angelika Dunke (DLC Aachen)                                        | 2:40:35  |
| 5     | Birgit Lennartz (ASV Sankt Augustin)                               | 2:41:54  |
| 6     | Heidi Hutterer (TG Landshut)                                       | 2:42:14  |
| 7     | Sabine Menn (TV Niederschelden)                                    | 2:46:35  |
| 8     | Rosemarie Altschäffl (Spvgg Warmbronn)                             | 2:48:14  |

Datum: 19. Mai
fand im Rahmen des Frankfurt-Marathons statt

### Marathon, Mannschaftswertung
| Platz | Verein, Besetzung                                                              | Zeit (h) |
| ----- | ------------------------------------------------------------------------------ | -------- |
| 1     | LAV co op Dortmund (Christel Österling-Eilhof, Bernadette Hudy, Heide Schulte) | 8:32:31  |
| 2     | LAV Hamburg Nord (Christa Kloth, Marlis Schröder, Maria Nunner)                | 9:00:20  |
| 3     | TSV München-Ost (Gabriele Hutterer, Barbara Knefel, Rosemarie Appler)          | 9:06:20  |
| 4     | SCC Berlin (Angelika Brandt, Christel Heine, Andrea Knapp)                     | 9:06:38  |
| 5     | LG DJK Andernach-Neuwied (Barbara Berk, Dr. Heidi Jungblut, Sigrun Schumacher) | 9:08:03  |
| 6     | LG TSG/WMTV Solingen (Elke Kramer, Beate Hoffmann, Luise Rütten)               | 9:11:07  |
| 7     | Offenbacher LC 1977 (Annemarie Thoma, Iris Reuter, Heike Fischer)              | 9:11:36  |
| 8     | TuS Solbad Ravensberg (Helga Spiller, Elke Diekmann, Ursula Reimann)           | 9:22:37  |

Datum: 19. Mai
fand im Rahmen des Frankfurt-Marathons statt

### 100 m Hürden
| Platz | Athletin, Verein                    | Zeit (s) |
| ----- | ----------------------------------- | -------- |
| 1     | Ulrike Denk (LG Bayer Leverkusen)   | 12,84 BR |
| 2     | Heike Filsinger (MTG Mannheim)      | 13,15000 |
| 3     | Edith Oker (LG Bayer Leverkusen)    | 13,18000 |
| 4     | Claudia Reidick (MTG Mannheim)      | 13,24000 |
| 5     | Anke Köninger (VfB Stuttgart)       | 13,33000 |
| 6     | Gudrun Lattner (LAC Quelle Fürth)   | 13,34000 |
| 7     | Gabi Lippe (TuS Lörrach-Stetten)    | 13,46000 |
| 8     | Angelika Kuhmann (LAC Quelle Fürth) | 13,78000 |

Datum: 3. August
Wind: +1,1 m/s
Mit ihrer Siegerzeit von 12,84 Sekunden stellte Ulrike Denk einen neuen DLV-Rekord auf.

### 400 m Hürden
| Platz | Athletin, Verein                             | Zeit (s) |
| ----- | -------------------------------------------- | -------- |
| 1     | Sabine Everts (LAV Bayer Uerdingen/Dormagen) | 55,48    |
| 2     | Gudrun Abt (TSV Genkingen)                   | 57,35    |
| 3     | Beate Holzapfel (LG Bayer Leverkusen)        | 57,80    |
| 4     | Simone Büngener (TV Wattenscheid 01)         | 57,86    |
| 5     | Gaby Prüter (LG Nordwest Hamburg)            | 58,33    |
| 6     | Birgit Wolf (SV Böblingen)                   | 58,41    |
| 7     | Claudia Schittenhelm (VfL Sindelfingen)      | 58,46    |
| 8     | Sabine Zwiener (SV Neckarsulm)               | 59,89    |

Datum: 4. August

### 4 × 100 m Staffel
| Platz | Verein, Besetzung                                                                        | Zeit (s) |
| ----- | ---------------------------------------------------------------------------------------- | -------- |
| 1     | LG Bayer Leverkusen (Edith Oker, Jutta Stöckmann, Bianca Betz, Sabine Braun)             | 44,43    |
| 2     | SCC Berlin (Anna Buballa, Irena Knurr, Sabina Beblo, Astrid Ortel)                       | 45,13    |
| 3     | LAC Quelle Fürth (Heidrun Wellhöfer, Ulrike Sommer, Angelika Kuhmann, Gudrun Lattner)    | 45,42    |
| 4     | MTG Mannheim (Claudia Reidick, Verena Schulte, Heike Filsinger, Nicole Leistenschneider) | 45,63    |
| 5     | LAV Bayer Uerdingen/Dormagen (Britta Knickenberg, Sabine Everts, Corinna Watschke, Blum) | 45,68    |
| 6     | MTV Ingolstadt (Helga Nusko, Manuela Leiter, Resi März – geb. Fischer, Petra Rappe)      | 45,69    |
| 7     | USC Mainz (Ute Siebertz, Christine Elsner, Birgit Dressel, Monika Hirsch)                | 46,15    |
| 8     | TK Hannover (Silke Sergel, Iris Göhmann, Petra Oppermann, Andrea Holert)                 | 46,18    |

Datum: 3. August

### 4 × 400 m Staffel
| Platz | Verein, Besetzung                                                                        | Zeit (min) |
| ----- | ---------------------------------------------------------------------------------------- | ---------- |
| 1     | LG Bayer Leverkusen (Sabine Braun, Christiane Brinkmann, Beate Holzapfel, Elke Decker)   | 3:34,86    |
| 2     | SCC Berlin (Angela Wilhelm, Sabina Beblo, Irena Knurr, Astrid Ortel)                     | 3:39,00    |
| 3     | OSC Thier Dortmund (Birgit Bock, Rodekamp, Langer, Petra Kroll)                          | 3:42,98    |
| 4     | Eintracht Frankfurt (Sabine Richter, Uta Eckhardt, Susanne Breithaupt, Christina Becker) | 3:43,73    |
| 5     | LG Wipperfürth (Berger, Gabriele Schley, Brixy, Barbara Gähling)                         | 3:46,94    |
| 6     | LG Lage-Demold (Marion Kronsbein, Martina Strüßmann, Silke Weinand, Annette Pfitzner)    | 3:46,94    |
| 7     | SuS Schalke 96 (Steinrötter, Zimmek, Koslowski, Kirsten Schallau)                        | 3:47,91    |
| 8     | OSC Berlin (Patricia Perret, Marion Zillwich, Sylvia Modrakowski, Simona Zentsch)        | 3:48,44    |

Datum: 4. August

### 3 × 800 m Staffel
| Platz | Verein, Besetzung                                                          | Zeit (min) |
| ----- | -------------------------------------------------------------------------- | ---------- |
| 1     | VfL Ockenhausen (Frieda Jahnsen, Heike Huneke, Monika Bens)                | 6:18,88    |
| 2     | LG Bayer Leverkusen I (Ines Deselaers, Sabine Weiß, Petra Kleinbrahm)      | 6:19,73    |
| 3     | TV Wattenscheid 01 (Birgit Klöpfel, Graf, Bettina Büngener)                | 6:20,35    |
| 4     | ASV Köln (Sonja Kaufmann, Peters, Brigitte Kraus)                          | 6:21,18    |
| 5     | TSV Kirchhain (Edith Krause – geb. Maciossek, Jutta Nübel, Gabriela Lesch) | 6:33,41    |
| 6     | OSC Thier Dortmund (Büscher, Neuhaus, Petra Kroll)                         | 6:36,09    |
| 7     | LG Bayer Leverkusen II (Ballewski, Ide, Schenk)                            | 6:36,68    |
| 8     | LAZ Hanau-Bruchköbel (Anke Lipfert, Iris Biba, Beate Kranke)               | 6:37,55    |

Datum: 21. Juli
fand in Berlin im Rahmen der Deutschen Jugendmeisterschaften statt

### 5 km Gehen
| Platz | Athletin, Verein                                         | Zeit (min) |
| ----- | -------------------------------------------------------- | ---------- |
| 1     | Jutta Schwoche (Eintracht Hildesheim)                    | 24:07      |
| 2     | Renate Warz (LG Mainburg-Niederaichbach)                 | 24:15      |
| 3     | Ingrid Adam (LAV Düsseldorf)                             | 24:43      |
| 4     | Barbara Knäringer (TSG Esslingen)                        | 24:04      |
| 5     | Brigitte Buck (FC Langenau)                              | 25:18      |
| 6     | Dorothee Knäringer (TSG Esslingen)                       | 25:24      |
| 7     | Adelheid Zschieschang (Viermärker Waldlauf Gemeinschaft) | 25:37      |
| 8     | Andrea Hummernick (LAZ Lahn-Aar-Diez)                    | 25:54      |

Datum: 19. Mai
fand in Lippstadt statt

### 5 km Gehen, Mannschaftswertung
| Platz | Verein, Besetzung                                                                 | Zeit (h) |
| ----- | --------------------------------------------------------------------------------- | -------- |
| 1     | LG Mainburg-Niederaichbach (Renate Warz, Gabi Daffner, Gudrun Warz)               | 1:18:21  |
| 2     | Viermärker Waldlauf Gemeinschaft I (Adelheid Zschieschang, Kemper, Margot Jessat) | 1:18:37  |
| 3     | TSG Esslingen (Barbara Knäringer, Dorothee Knäringer, Traude Knäringer)           | 1:23:38  |
| 4     | TV 1846 Groß-Gerau (Leni Demmel, Ellen Maus, Ullrich)                             | 1:23:55  |
| 5     | LAV Düsseldorf (Ingrid Adam, Pfeifer, Zimmermann)                                 | 1:24:19  |
| 6     | LAZ Lahn-Aar-Diez (Andrea Hummernick, Maschke, Kämptner)                          | 1:24:22  |
| 7     | Viermärker Waldlauf Gemeinschaft II (Cirsten Verleger, Daniela Jessat, Coesfeld)  | 1:27:32  |
| 8     | Turnerbund Gaggenau (Rosita Trust, Gerda Kruse, Monika Trust)                     | 1:30:58  |

Datum: 19. Mai
fand in Lippstadt statt

### Hochsprung
| Platz | Athletin, Verein                        | Höhe (m) |
| ----- | --------------------------------------- | -------- |
| 1     | Heike Redetzky (TSV Kronshagen)         | 1,89     |
| 2     | Susanne Rößler (Siemens Karlsruhe)      | 1,86     |
| 3     | Brigitte Holzapfel (TV Wattenscheid 01) | 1,83     |
| 4     | Andrea Breder (SV Saar 05 Saarbrücken)  | 1,83     |
| 4     | Mila Skibicki (ASV Köln)                | 1,83     |
| 6     | Janine Schulz (TK Hannover)             | 1,83     |
| 7     | Birgit Dressel (USC Mainz)              | 1,80     |
| 8     | Bettina Braag (LG Gevelsberg-Schwelm)   | 1,80     |

Datum: 4. August

### Weitsprung
| Platz | Athletin, Verein                             | Weite (m) |
| ----- | -------------------------------------------- | --------- |
| 1     | Sabine Braun (LG Bayer Leverkusen)           | 6,73      |
| 2     | Anna Buballa (SCC Berlin)                    | 6,70      |
| 3     | Sabine Everts (LAV Bayer Uerdingen/Dormagen) | 6,67      |
| 4     | Silke Herms (TSV Stelle)                     | 6,59      |
| 5     | Anke Weigt (LG Bayer Leverkusen)             | 6,51      |
| 6     | Monika Hirsch (USC Mainz)                    | 6,46      |
| 7     | Andrea Schilles (TV Bühl)                    | 6,43      |
| 8     | Ulrike Keller (TSV Handorf)                  | 6,38      |

Datum: 3. August

### Kugelstoßen
| Platz | Athletin, Verein                      | Weite (m) |
| ----- | ------------------------------------- | --------- |
| 1     | Claudia Losch (LAC Quelle Fürth)      | 19,96     |
| 2     | Vera Schmidt (LAC Quelle Fürth)       | 18,08     |
| 3     | Birgit Petsch (LG Bayer Leverkusen)   | 17,79     |
| 4     | Stephanie Storp (LG Braunschweig)     | 17,55     |
| 5     | Mechthild Schönleber (MTV Ingolstadt) | 17,45     |
| 6     | Veronika Czorny (LG Frankfurt)        | 15,88     |
| 7     | Ute Rompf (TSG Oberursel)             | 14,91     |
| 8     | Heidrun Wallhöfer (USC Mainz)         | 14,37     |

Datum: 4. August

### Diskuswurf
| Platz | Athletin, Verein                      | Weite (m) |
| ----- | ------------------------------------- | --------- |
| 1     | Dagmar Galler (LG Bayer Leverkusen)   | 61,24     |
| 2     | Claudia Losch (LAC Quelle Fürth)      | 61,02     |
| 3     | Doris Gutewort (MTV Ingolstadt)       | 59,62     |
| 4     | Barbara Beuge (LAC Quelle Fürth)      | 53,30     |
| 5     | Ursula Kreutel (Stuttgarter Kickers)  | 52,40     |
| 6     | Mechthild Schönleber (MTV Ingolstadt) | 51,14     |
| 7     | Vera Schmidt (LAC Quelle Fürth)       | 50,76     |
| 8     | Cornelia Heinrich (MTV Ingolstadt)    | 47,26     |

Datum: 3. August

### Speerwurf
| Platz | Athletin, Verein                       | Weite (m) |
| ----- | -------------------------------------- | --------- |
| 1     | Beate Peters (OSC Thier Dortmund)      | 64,14     |
| 2     | Manuela Alizadeh (SpVgg. Feuerbach)    | 58,66     |
| 3     | Brigitte Graune (ASV Köln)             | 57,40     |
| 4     | Gusti Höss (LG Neusäß-Augsburg)        | 55,40     |
| 5     | Monika Bresler (LAC Quelle Fürth)      | 54,10     |
| 6     | Rita Knoll (MTV Ingolstadt)            | 53,94     |
| 7     | Bettina Marquardt (ASC 1846 Göttingen) | 53,44     |
| 8     | Constanze Zahn (LG Bayer Leverkusen)   | 52,42     |

Datum: 3. August

### Siebenkampf
| Platz | Athletin, Verein                               | Leistung (Pkte) |
| ----- | ---------------------------------------------- | --------------- |
| 1     | Sabine Everts (LAV Bayer Uerdingen/Dormagen)   | 6352            |
| 2     | Sabine Braun (LG Bayer Leverkusen)             | 6178            |
| 3     | Birgit Dressel (USC Mainz)                     | 5834            |
| 4     | Renate Pfeil (LG Bayer Leverkusen)             | 5730            |
| 5     | Claudia Dickow (LG Kiel)                       | 5427            |
| 6     | Angelika Kuhmann (LAC Quelle Fürth)            | 5406            |
| 7     | Regine Schütze (Stuttgarter LC)                | 5364            |
| 8     | Christine Höss (LG Neusäß / Schwaben Augsburg) | 5337            |

Datum: 13./14. Juli
fand in Ulm statt

### Siebenkampf, Mannschaftswertung
| Platz | Verein, Besetzung                                                           | Leistung (Pkte) |
| ----- | --------------------------------------------------------------------------- | --------------- |
| 1     | LG Bayer Leverkusen (Sabine Braun, Renate Pfeil, Anke Straschewski)         | 17.173          |
| 2     | LAV Bayer Uerdingen/Dormagen (Sabine Everts, Karin Wiesel, Christiane Blum) | 16.879          |
| 3     | LAC Quelle Fürth (Heidrun Wellhöfer, Angelika Kuhmann, Monika Krolkiewicz)  | 16.338          |
| 4     | LG Nordwest Hamburg (Stefanie Hühn, Gabriele Scholz, Ruhser)                | 15.841          |
| 5     | LC Paderborn (Kerstin Poltrock, Birgit Schmidt, Ute Mennemann)              | 14.798          |
| 6     | SuS Schalke 96 (Kirsten Schallau, Gerhard, Wartlick)                        | 14.559          |
| 7     | LG Frankfurt (Christina Schlosser, Andrea Sagerer, Clarissa Sagerer)        | 14.559          |

Datum: 13./14. Juli
fand in Ulm statt
nur 7 Teams in der Wertung

### CrosslaufMittelstrecke –2,8 km
| Platz | Athletin, Verein                         | Zeit (min) |
| ----- | ---------------------------------------- | ---------- |
| 1     | Christiane Finke (LG Göttingen)          | 8:46,3     |
| 2     | Brigitte Kraus (ASV Köln)                | 8:51,1     |
| 3     | Elisabeth Franzis (SV Sonsbeck)          | 8:59,9     |
| 4     | Ulrike Beck (TV Konstanz)                | 9:04,6     |
| 5     | Ines Deselaers (LG Bayer Leverkusen)     | 9:07,9     |
| 6     | Susanne Schlichtherle (VfL Waldkraiburg) | 9:11,0     |
| 7     | Vera Kemper (LG Bayer Leverkusen)        | 9:15,3     |
| 8     | Marion Rentsch (LG Bayer Leverkusen)     | 9:20,0     |

Datum: 23. Februar
fand in Rhede statt

### CrosslaufMittelstrecke –2,8 km, Mannschaftswertung
| Platz | Verein, Besetzung                                                          | Platzziffer |
| ----- | -------------------------------------------------------------------------- | ----------- |
| 1     | LG Bayer Leverkusen (Ines Deselaers, Vera Kemper, Marion Rentsch)          | 020         |
| 2     | ASV Köln (Brigitte Kraus, Peters, Ulla Meyer)                              | 029         |
| 3     | TV Konstanz (Ulrike Beck, Roßkopf, Petra Höfler)                           | 051         |
| 4     | VfL Waldkraiburg (Susanne Schlichtherle, Monika Meiringer, Tina Leitmeier) | 074         |
| 5     | TSG Bergedorf (Pielke, v. d. Heyde, Donsbach)                              | 094         |
| 6     | TuS Neunkirchen (Inge Eibach, Brigitte Will, Fritsch)                      | 103         |
| 7     | Troisdorfer LG (Sigrid Gerhards, Gisela Keil-Lehmann, Heide Brenner)       | 104         |
| 8     | TV Niederschelden (Sabine Menn, Chr. Schmidt, Kleikamp)                    | 106         |

Datum: 23. Februar
fand in Rhede statt

### CrosslaufLangstrecke –7,8 km
| Platz | Athletin, Verein                                | Zeit (min) |
| ----- | ----------------------------------------------- | ---------- |
| 1     | Charlotte Teske, geb. Bernhardt (ASC Darmstadt) | 25:26,2    |
| 2     | Astrid Schmidt (LAV Aschaffenburg)              | 26:13,1    |
| 3     | Susanne Riermeier (VfL Waldkraiburg)            | 26:20,1    |
| 4     | Ute Jamrozy (Polizei-SV Eutin)                  | 26:21,1    |
| 5     | Christina Mai (LAV co op Dortmund)              | 26:28,3    |
| 6     | Sigrid Wulsch (SV Menden)                       | 26:37,8    |
| 7     | Kerstin Preßler (LG Süd Berlin)                 | 26:48,0    |
| 8     | Petra Niklas (LG Jägermeister Bonn-Meckenheim)  | 26:49,9    |

Datum: 23. Februar
fand in Rhede statt

### CrosslaufLangstrecke –7,8 km, Mannschaftswertung
| Platz | Verein, Besetzung                                               | Platzziffer |
| ----- | --------------------------------------------------------------- | ----------- |
| 1     | LAV coop Dortmund (Christina Mai, Gabriela Wolf, Matzerath)     | 37          |
| 2     | LG Süd Berlin (Kerstin Preßler, Susanne Müller, Renate Güttler) | 72          |
| 3     | SCC Berlin (Silvia Wilhelm, Eva-Maria Lehmann, Angelika Brandt) | 75          |
| 4     | TV Wattenscheid 01 (Reimann, Marion Götte, Nieß)                | 75          |
| 5     | LG Seesen (Ursula Heldt, Brigitte Jordan, Edith Behrens)        | 96          |
| 6     | PSV Grün-Weiß Kassel (Angelika Stephan, Mira Sax, Franz)        | 97          |
| 7     | DJK BSC Mainz (Barbara Rehmet, Regina Dietz, H. Schmidt)        | 99          |
| 8     | Bielefelder TG (Steffi Böker, Brigitte Oberwelland, M. Schmidt) | 99          |

Datum: 23. Februar
fand in Rhede statt

### Berglauf
| Platz | Athletin, Verein                          | Zeit (min) |
| ----- | ----------------------------------------- | ---------- |
| 1     | Christiane Fladt (TV Isny)                | 38:18      |
| 2     | Olivia Grüner (LT Radolfzell)             | 39:38      |
| 3     | Silvia Prior (TV Isny)                    | 40:52      |
| 4     | Paula Mangold (SV Eschenlohe)             | 42:57      |
| 5     | Annemarie Grüner (LT Radolfzell)          | 44:09      |
| 6     | Ursula Urban (LAG Garmisch-Partenkirchen) | 44:27      |
| 7     | Brigitte Franke (TSV Missen)              | 46:26      |
| 8     | Karin Kropp (TSV Trostberg)               | 46:46      |

Datum: 8. September
fand in Oberstaufen im Rahmen des Hochgrat-Berglaufs statt

## Videolinks
- Filmausschnitte u. a. von den Deutschen Leichtathletikmeisterschaften auf filmothek.bundesarchiv.de, Bereich: 11:22 min bis 13:50 min, abgerufen am 22. April 2021
- Deutsche Crossmeisterschaften 1985-1, youtube.com, abgerufen am 22. April 2021
- Deutsche Crossmeisterschaften 1985-2, youtube.com, abgerufen am 22. April 2021